# Nikos Chougkaz
Nikolaos Chougkaz (Atenas, Grecia, 4 de octubre de 2000) es un jugador de baloncesto griego. Con 2,08 metros de estatura, su puesto natural en la cancha es el de pívot, actualmente pertenece al Morabanc Andorra de la Liga Endesa.

## Trayectoria deportiva
Es un jugador formado en la Papacharalampio Private School de su ciudad natal, hasta que ingresó en las categorías inferiores del Peristeri, donde jugó tres temporadas de baloncesto juvenil.
En la temporada 2018-19, firmó por el Panionios con el que debutó en la A1 Ethniki y promedió 3,4 puntos, 1,1 rebotes, 0,1 asistencias, 0,2 robos y 0,1 tapones por partido.
En 2019, Chougkaz se mudó a los Estados Unidos para jugar baloncesto universitario en la Universidad Estatal de Northwestern, para formar parte de los Northwestern State Demons durante la temporada 2019-20, en el que promedió 9,2 puntos, 7,2 rebotes, 1,2 asistencias, 1,0 robos y 0,7 tapones por partido.
En 2020, regresa a Grecia para jugar profesionalmente en el Ionikos Nikaias, en el que promedió 10,6 puntos, 6,3 rebotes, 0,8 asistencias, 0,9 robos y 0,4 tapones por partido, durante la temporada 2020-21.
El 20 de julio de 2021, Chougkaz firmó un contrato de cuatro años con el Panathinaikos , campeón de la liga de baloncesto griega y con el que disputaría la Euroliga. En la temporada 2021-2022, permanecería cedido en las filas del Ionikos Nikaias, con el que disputó 12 partidos de liga en los que promedió 7,2 puntos y 4,2 rebotes en 27 minutos por partido.
El 7 de febrero de 2022, Chougkaz fue llamado por el Panathinaikos y el 25 de febrero de 2022 debutó en la Euroliga, a los 21 años, en un partido contra el Estrella Roja. En 13 partidos de liga con el Panathinaikos, promedió 3,8 puntos y 2,5 rebotes en 10 minutos por partido. Además, apareció en un total de 4 partidos de la Euroliga.
El 3 de febrero de 2023, después de media temporada en la que solo disputa 8 partidos de la liga doméstica, Chougkaz fue cedido a Peristeri, para desarrollarse bajo la dirección de su entrenador Vassilis Spanoulis. En 9 partidos promedió 5,3 puntos y 4,3 rebotes en 15 minutos por partido.
En verano de 2023, regresa al Panathinaikos para ser evaluado bajo la dirección del nuevo entrenador Ergin Ataman. Sin embargo, el 11 de agosto de 2023, se anunció que Chougkaz permanecería cedido a Peristeri para la temporada 2023-2024.
El 30 de junio de 2024, Chougkaz fue liberado del Panathinaikos y se convirtió en agente libre.
El 10 de julio de 2024, Chougkaz firmó contrato con Morabanc Andorra de la Liga Endesa.

### Selección nacional
Chougkaz fue miembro de las selecciones juveniles de Grecia. Con la selección nacional juvenil sub-18 de Grecia, jugó en el Campeonato de Europa FIBA Sub-18 de 2018, en el que promedió 2,8 puntos, 1,0 rebotes, 0,2 asistencias y 0,6 robos por partido en el torneo. 
Con la selección nacional juvenil sub-19 de Grecia, jugó en la Copa Mundial FIBA Sub-19 de 2019. Promedió 5,7 puntos, 2,9 rebotes, 0,1 asistencias, 0,7 robos y 0,4 tapones por partido en el torneo.
El 20 de febrero de 2021, debutó con la selección absoluta griega, cuando jugó en las eliminatorias del EuroBasket 2022. En su primer partido con la selección nacional masculina, anotó 3 puntos y 1 rebote en la derrota de Grecia por 84-69 ante Bosnia y Herzegovina. En general, en dos partidos jugados, promedió 4,0 puntos, 2,0 rebotes y 0,5 tapones por partido durante las eliminatorias. También jugó con Grecia en las eliminatorias para la Copa Mundial FIBA 2023.
Entre julio y agosto de 2024 fue parte de la selección absoluta de Grecia, que disputó los Juegos Olímpicos de París, finalizando en octava posición.